# Peleteria setosa
Peleteria setosa är en tvåvingeart som beskrevs av Charles Howard Curran 1925. Peleteria setosa ingår i släktet Peleteria och familjen parasitflugor. Inga underarter finns listade i Catalogue of Life.